# TBSP. Index
TBSP.Index – Indeks giełdowy dla obligacji skarbowych na rynku Treasury BondSpot Poland. Publikowany od 16 lutego 2011 r.

## Budowa indeksu
Jest to indeks dochodowy uwzględniający zmiany kursów obligacji, wartości narosłych odsetek oraz dochody z reinwestycji kuponów odsetkowych od obligacji. W skład portfela indeksu wchodzą nominowane w złotych obligacje skarbowe zerokuponowe oraz obligacje skarbowe o stałym oprocentowaniu, będące przedmiotem fixingu organizowanego zgodnie z Regulaminem Fixingu NBP na rynku Treasury BondSpot Poland.
Skład portfela indeksu rewidowany jest w cyklu miesięcznym. Indeks wyliczany jest na podstawie kursów ustalanych podczas sesji fixingowych przeprowadzanych na rynku Treasury BondSpot Poland. Publikacja następuje dwukrotnie w ciągu dnia, o godz. 10:30 (wartość otwarcia) oraz 16:45 (wartość zamknięcia). Datą bazową indeksu jest 29 grudnia 2006 r., a wartością bazową 1.000 pkt.

## Zastosowanie
Jest  to narzędzie rynkowe będące punktem odniesienia dla oceny efektywności decyzji inwestycyjnych, wykorzystywane przez inwestorów indywidualnych i instytucjonalnych inwestujących w obligacje skarbowe.